# YoungStar Coaster
Der YoungStar Coaster ist ein Stahlachterbahnmodell des Herstellers Mack Rides aus Waldkirch. Als erste Anlage dieses Typs wurde im Europa-Park am 25. Mai 2006 Pegasus – die YoungStar-Achterbahn eröffnet.

## Züge
Auslieferungen von YoungStar Coaster verfügen über ein oder zwei Züge mit jeweils fünf Wagen. Jeder Wagen mit Ausnahme des ersten Wagens hat zwei Sitzreihen für je zwei Personen, sodass ein Zug bis zu 20 Fahrgäste fasst. Der erste Wagen eines Zuges kann auch nur über eine Reihe verfügen. Dies ist z. B. bei Pegasus im Europa-Park der Fall. In diesem Falle fasst ein Zug dann 18 Fahrgäste.

## Auslieferungen
Mit Götterblitz im Familypark und Correcaminos Bip, Bip im Parque Warner Madrid haben zwei der sechs bislang ausgelieferten Anlagen das gleiche Götterblitz genannte Layout. Die Streckenführung der vier anderen Achterbahnen ist jeweils individuell.
| Name                                | Park                        | Land                | Layout      | Eröffnung          |
| ----------------------------------- | --------------------------- | ------------------- | ----------- | ------------------ |
| Pegasus – die YoungStar-Achterbahn  | Europa-Park                 | Deutschland         | Custom      | 25. Mai 2006       |
| Götterblitz                         | Familypark                  | Österreich          | Götterblitz | 2008               |
| Correcaminos Bip, Bip               | Parque Warner Madrid        | Spanien             | Götterblitz | 16. Mai 2009       |
| Young Star Coaster / 飞马家庭过山车 | Chimelong Paradise          | Volksrepublik China | Custom      | 6. Februar 2010    |
| Flight of the Hippogriff            | Universal Studios Hollywood | Vereinigte Staaten  | Custom      | 4. Juli 2016       |
| Flight of the Hippogriff / 鹰马飞行 | Universal Studios Beijing   | Volksrepublik China | Custom      | 20. September 2021 |
| Jurassic World: Cretaceous Coaster  | Universal Kids Resort       | Vereinigte Staaten  | Custom      | 2026 (im Bau)      |